# Eratoneura patris
Eratoneura patris är en insektsart som först beskrevs av Ross och Delong 1953.  Eratoneura patris ingår i släktet Eratoneura och familjen dvärgstritar. Inga underarter finns listade i Catalogue of Life.